# دائرة أورلال
هي دائرة تابع لولاية بسكرة تبعد عن مقر الولاية بـ 42 كلم وتضم كل من بلدية أورلال، أوماش، مليلي، مخادمة، ليوة.